# Suites anglaises
Les Suites anglaises sont un des trois groupes de six suites pour le clavecin composées par Johann Sebastian Bach (à côté des Suites françaises et des Partitas pour clavier appelées aussi Suites allemandes).
Leur composition remonte au plus tard aux années 1720-1724 (à Köthen).

## Histoire

### Origine du titre
Le titre, qui n'est pas de Bach, prête à confusion : en effet ces suites ne sont, dans leur structure, rien de moins que des suites françaises. Elles se distinguent des Suites françaises par une difficulté d'exécution supérieure, une grande homogénéité de structure et la présence, au début de chacune d'entre elles, d'un grand prélude (que ces dernières n'ont pas).
Parmi les suppositions évoquées quant à l'origine de ce nom : 
- elles pourraient avoir été dédiées à une personnalité anglaise non identifiée (rapporté par Forkel, le premier biographe de Bach) ; un exemplaire ayant appartenu à Johann Christian Bach, le dernier fils de Jean-Sébastien et d'ailleurs mort à Londres en 1782, porte la mention « faites pour les Anglois » ;
- elles pourraient aussi être rapprochées du cycle de suites composées vers 1701 par le musicien français installé à Londres, Charles Dieupart, dont Bach connaissait l'existence : il avait copié les suites N°1 et 6.

La vraisemblance de cette deuxième hypothèse est renforcée par le fait que l'on retrouve, dans le prélude de la suite anglaise en la majeur un thème très proche de celui de la gigue en la majeur de Dieupart. Ce thème est par ailleurs identique à celui d'une gigue en la majeur de Gaspard Le Roux, parue en 1705.

## Analyse de l'œuvre
Les six suites sont de même structure : prélude - allemande - courante - sarabande - « galanteries » - gigue. 
Les « galanteries » sont deux danses françaises à la mode de même type : bourrée, gavotte, menuet ou passepied. Les tonalités semblent répondre à un souci de progression logique : descendantes, une majeure suivie de deux mineures.
La série de notes que forment les six suites anglaises est comparable au choral Jesu, meine Freude. 
La thèse récente du claveciniste Pascal Tufféry va dans le sens d'un choix délibéré du compositeur, aucune preuve formelle n'existe pour autant.

### Suite anglaise n° 1 en la majeur, BWV 806
Prélude, Allemande, Courante I, Courante II avec deux Doubles, Sarabande, Bourrée I, Bourrée II, Gigue.

### Suite anglaise n° 2 en la mineur, BWV 807
Prélude, Allemande, Courante, Sarabande, Les agréments de la même Sarabande, Bourrée I alternativement, Bourrée II, Gigue.

### Suite anglaise n° 3 en sol mineur, BWV 808
Prélude, Allemande, Courante, Sarabande, Les agréments de la même Sarabande, Gavotte I alternativement, Gavotte II ou la Musette, Gigue.

### Suite anglaise n° 4 en fa majeur, BWV 809
Prélude, Allemande, Courante, Sarabande, Menuet I, Menuet II, Gigue.

### Suite anglaise n° 5 en mi mineur, BWV 810
Prélude, Allemande, Courante, Sarabande, Passepied I en Rondeau, Passepied II, Gigue.

### Suite anglaise n° 6 en ré mineur, BWV 811
Prélude, Allemande, Courante, Sarabande, Double, Gavotte I, Gavotte II, Gigue.

## Sélection discographique

### Clavecin
- Kenneth Gilbert (Harmonia Mundi, 1981)
- Gustav Leonhardt (Virgin, 1984)
- Huguette Dreyfus (Archiv Produktion, 1974, 1990)
- Trevor Pinnock (Archiv Production, 1992)
- Colin Tilney (Music&Arts, 1993)
- Bob van Asperen (Brilliant Classics, 1999)
- Blandine Rannou (Zig-Zag Territoires, 2003)
- Pascal Dubreuil (Ramée, 2013)

### Piano
- Glenn Gould (Sony, 1977)
- Martha Argerich (Suite n° 2, Deutsche Grammophon, 1980)
- Ivo Pogorelich (Nos. 2 & 3 chez Deutsche Grammophon, 1985)
- András Schiff (Decca, 1988)
- Sviatoslav Richter (Philips, 1991)
- Murray Perahia (Sony Classics, 1999)